# Столбцы (документооборот)
Столбцы или столпы — особая форма документов в России XIV—XVII веков, текст которых был написан на склеенных в виде ленты бумажных полосах. Хранились в свернутом виде.
Лист бумаги разрезался на 2-3 части. Текст документов писали по узкой стороне, затем получившиеся листы склеивались в виде ленты и сворачивались в свиток («столбец»).
Оригинал «Соборного уложения» 1649-го года оформлен в виде такой ленты длиной 317 метров, склеенной из 960 отдельных листов. На одной стороне ленты несколькими писцами был написан текст Соборного уложения, а на другой стороне подписи участников Собора (315 подписей). Скрепы стояли по склейкам на обеих сторонах.
На рубеже XVII-XVIII веков казённое делопроизводство было переведено со столбцов на тетради современного вида.